# ویسیس کابا
ویسیس کابا (به اسپانیایی: Visis Cabá) یک منطقه حفاظت‌شده در گواتمالا است که در El Quiché, Guatemala واقع شده‌است.